# Аккудик (Панфіловський район)
Аккуди́к (каз. Аққұдық) — село у складі Панфіловського району Жетисуської області Казахстану. Входить до складу Коктальського сільського округу.
У радянські часи село називалось Кизил-Джамбул.
Населення — 555 осіб (2021; 597 у 2009, 789 у 1999, 697 у 1989).